# 서지수 (프로게이머)
서지수(徐池受, 1985년 5월 21일 ~ )는 대한민국의 스타크래프트 여자 전 프로게이머다. ToSsGirL라는 ID를 사용했으나, ID명과 달리 스타크래프트 주 종족은 테란이다.
2002년 하반기 SouL(현 STX SouL)에 입단하며 프로게이머 생활을 시작했다.
여자부 스타리그에서 우승을 차지한 적이 많아 "여제"라는 별명을 얻었다. 프로리그 출전 경험도 있었으나 승리를 거둔 적은 없었고(5전 전패), 결국에는 프로 리그 로스터에서 오랫동안 제외되기도 했다.
서지수는 2008년 10월 14일, 여성신문이 창간 20주년을 기념해 선정한 '2030 여성 희망리더 20인' 중 한 명으로 이름을 올리기도 했고 2008년 10월 30일에는 9달 만에 1군으로 복귀 11월부터 프로리그에 출전이 가능해졌다.
서지수는 2009년 7월 20일 방송 경기 최초로 남성 선수인 박정석(공군 ACE)을 상대로 승리했다. 박정석 상대로는 1,877일 만의 승리이기도 했다. 여성부 리그가 폐지된 후 김가을을 포함한 다른 여성 게이머는 모두 은퇴했지만, 서지수만은 2012년까지 유일하게 활동한 여성 프로게이머다.
2012년 6월 29일에 프로게이머 현역 은퇴를 선언하였으며, 동년 7월 17일 열리는 프로리그 경기에 은퇴 경기로 출전하기로 하였으나 끝내 출전하지 않았다. 은퇴 이후 여동생인 연기자 서지승과 같이 자신의 ID였던 토스걸이라는 이름으로 의류 쇼핑몰을 운영하며 쇼핑몰 CEO로 새로운 인생을 시작하고 있다.

## 개인리그 예선
서지수는 스타리그 MSL에 계속 도전하였다. 하지만 안타깝게도 예선전 통과를 하지 못했다. 2002년 하반기 데뷔 이후 2012년 상반기까지 스타리그 예선은 0번 MSL 예선은 1번 통과한 기록이 있다.

## 수상 경력
- 2004년 5월 MBC게임 4차 마이너리그 진출
- 2005년 3월 제4차 겜티비 4th 여성부 스타리그 우승
- 2008년 4월 TG삼보 인텔 클래식 시즌1 128강
- 2008년 10월 TG삼보 인텔 클래식 시즌2 64강
- 2009년 3월 TG삼보 인텔 클래식 시즌3 128강
- 2009년 5월 ESWC 천안 - 스타크래프트 부문 3위
- 2009년 7월 e스타즈 서울 2009 스타크래프트 헤리티지 출전
- 2014년 12월 스베누 10차 소닉 스타리그 32강
- 2015년 5월 스베누 스타리그 시즌 2 챌린지 24강

### 여성 리그
- 2002년 6월 제1차 ghem TV 스타리그 여성부 8강
- 2002년 10월 제2차 ghem TV 스타리그 여성부 4위
- 2003년 3월 제3차 ghem TV 스타리그 여성부 3위
- 2004년 1월 제1회 KBC 광주 여성부 우승
- 2005년 3월 제4차 game TV 스타리그 여성부 우승
- 2005년 4월 레이디스 MSL  우승
- 2005년 12월 스카이라이프배 game TV 스타리그 여성부 우승